# Junko Ōnishi (Musikerin)
Junko Ōnishi (jap. 大西 潤子, Ōnishi Junko; * 16. April 1967 in Jōyō, Präfektur Kyōto) ist eine japanische Jazzpianistin.

## Leben und Wirken
Ōnishi wuchs in Tokio auf und hatte eine klassische Klavierausbildung. Nachdem sie sich mit Jazz beschäftigt hatte, studierte sie drei Jahre am Berklee College of Music in Boston. Danach arbeitete sie in New York mit Künstlern wie Betty Carter, Joe Henderson, Kenny Garrett, Phil Woods (Cool Woods 1999), Shigeharu Mukai und in der Mingus Dynasty. Außerdem konzertierte sie mit eigenen Bands in Clubs wie dem Village Vanguard und Sweet Basil. 1993 legte sie ihr Debütalbum vor, es folgten in den 1990er Jahren eine Reihe von Produktionen für Blue Note Records. 1995 entstand Hat Trick mit Jackie McLean. Sie spielt auf ihrem Album Baroque (Verve 2010) sowohl Eigenkompositionen als auch Standards von Thelonious Monk und Charles Mingus. Gegenwärtig arbeitet sie im Trio mit Yosuke Inoue (Kontrabass) und Eric McPherson (Schlagzeug), mit dem sie unter anderem auch im Rahmenprogramm der Pariser Ausstellung Jazz en Japon auftrat.

## Diskographische Hinweise
- Junko Onishi Trio – Wow (Somethin’ Else, 1993), mit Tomoyuki Shima (Bass), Dairiki Hara (Schlagzeug)
- Cruisin’ (Blue Note, 1993)
- Live at the Village Vanguard (Blue Note, 1994)
- Piano Quintet Suite (Blue Note, 1995), mit Tony Rabeson
- Jackie McLean  Meets Junko Onishi – Hat Trick (Toshiba EMI, 1996), mit Nat Reeves, Lewis Nash
- Fragile (Blue Note, 1999)
- Musical Moments (2009)